# 拉菲酒庄

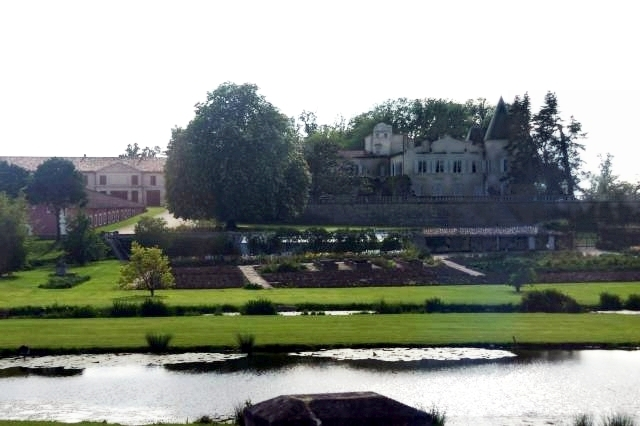
拉菲酒庄

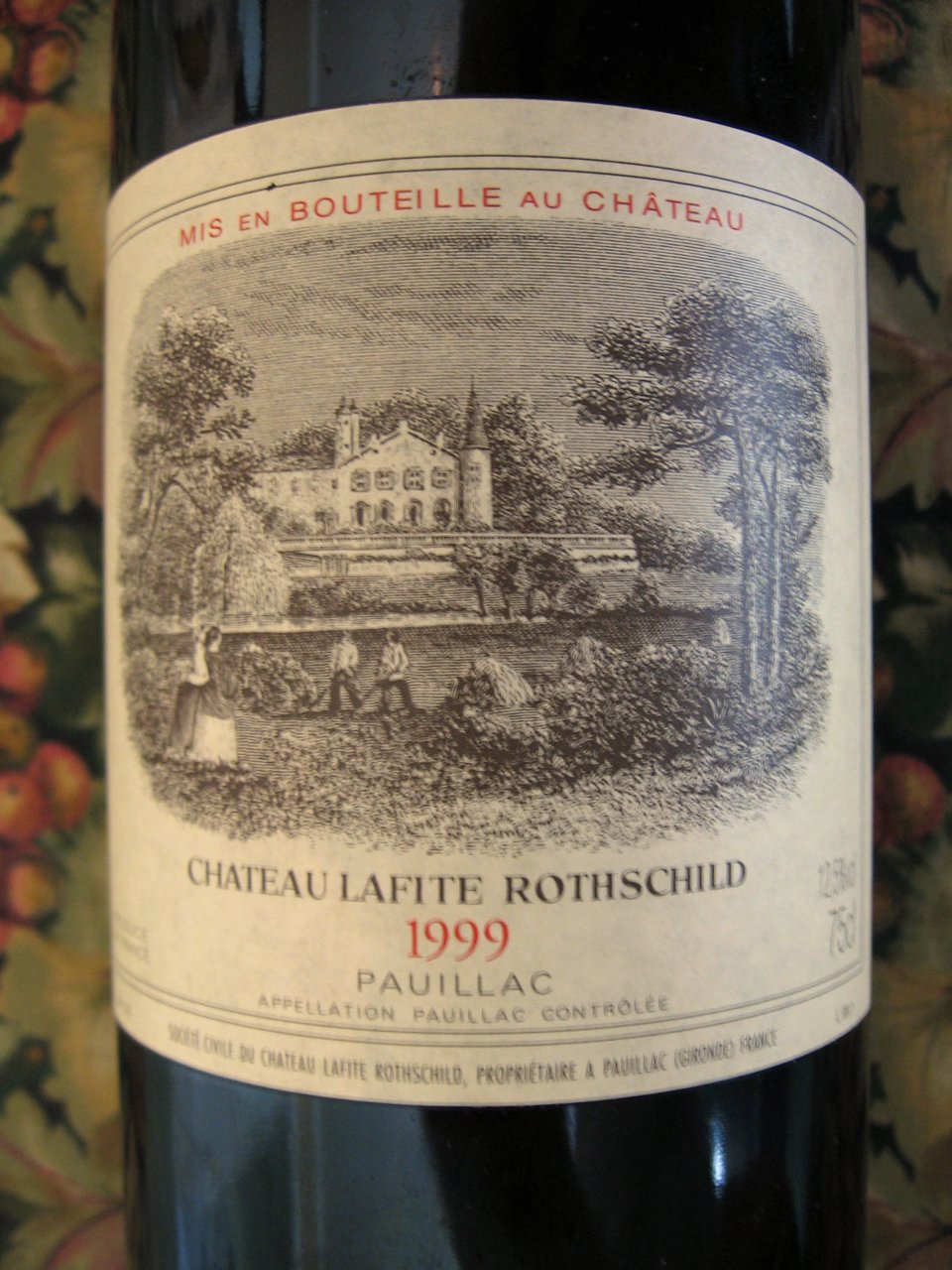
拉菲酒庄出产的红葡萄酒标签

拉菲·罗斯柴尔德酒庄（法語：Château Lafite Rothschild）是位于法国的一座葡萄酒庄园，自19世纪起由罗斯柴尔德家族所有。“拉菲（法語：Lafite）”一名来源于加斯科方言，意为“小山丘”。在1855年的甄选中，最初只有四家波尔多酒庄获得了一级酒庄（法語：Premiers Crus）的称号，拉菲便是其中之一。

## 历史
拉菲酒庄位于波尔多西北地区聖洛朗梅多克的葡萄酒产地波亚克，在1234年时是的产业。庄园宅邸建于16世纪，至今尚存。17世纪时， 塞居（法語：Ségur）家族购买了包括宅邸在内的全部产业。尽管庄园内原本便长有葡萄藤，但现今的大部分葡萄藤是由雅克·塞居（法語：Jacques de Ségur）在1680年前后种植的。
十八世纪早期，塞居侯爵尼古拉斯·亞歷山大改进了庄园的酿酒工艺，并将他的葡萄酒引入了欧洲上流社会。不久之后，他便以“葡萄酒王子”的称号为人所熟知，而产于拉菲酒庄的葡萄酒也在黎塞留公爵路易·弗朗索瓦·阿尔芒·迪普莱西的大力影响下被称为“葡萄酒之王”。到了十八世纪末期，拉菲酒庄已经获得了稳定的声望，甚至托马斯·杰斐逊在造访酒庄之后也成为了忠实顾客。
法国大革命之后的雅各宾专政时期，随着尼古拉斯·皮埃尔·皮沙尔（法語：Nicolas Pierre de Pichard）于1794年6月30日被处决，塞居家族的所有权也就此结束，拉菲酒庄成为了公共财产。1797年，庄园被出售给一批荷兰商人。
十九世纪早期，拉菲的葡萄酒品质在家族手中得到了进一步提升，这段时期的出产包括1795、1798和1818年佳酿（法語：grands millésimes）。1868年8月8日，庄园被詹姆士·迈尔·罗斯柴尔德男爵以4百40万法郎购买，更名为拉菲·罗斯柴尔德庄园。然而詹姆士·罗斯柴尔德在购买拉菲酒庄的三个月之后便去世，庄园由他的三个儿子阿方斯（法語：Alphonse）、古斯塔夫（法語：Gustave）和埃德蒙（法語：Edmond）共同所有。
庄园在二十世纪經歷了盛衰，不仅要应对受根瘤蚜感染的葡萄藤，还经历了两次世界大战。第二次世界大战期间，庄园被德军占领，因酒窖遭受掠夺而承受了巨大的损失。1974年，埃里克·罗斯柴尔德接替他的叔叔埃利·罗斯柴尔德继续掌管拉菲酒庄。
一瓶被认为由托马斯·杰斐逊所有的拉菲1787年佳酿曾在拍卖会上创下15万6千美金的成交价，然而该瓶酒的真实性受到质疑。
近年来，拉菲2008年佳酿的价格在全球范围内大幅上涨，半年之内涨幅达到125%，这促使亚洲的几个国家在购买投资级葡萄酒的国际市场上名列前列。
2012年11月初，中国温州警方查获了约10,000瓶拉菲，怀疑为伪冒品。拉菲在中国新贵中极受欢迎，然而分析认为中国市场上约50%-70%的拉菲红酒都并非真品。如果属实，这批红酒的价值超过1千6百万美金。

## 葡萄园
拉菲酒庄的葡萄园占地约107公顷，是梅多克地区最大的葡萄园之一。每年可出产约35,000箱葡萄酒，其中约15,000－25,000箱属于一级佳酿。庄园内的葡萄品种为70%赤霞珠，25%梅洛，3%品丽珠和2%小維多；最终出产的红酒成分为80%－95%赤霞珠，5%－20%梅洛，不超过3%的品丽珠和小維多。偶尔也有例外，比如1961年产的葡萄酒为100%赤霞珠。

## 葡萄酒
除了一级佳酿之外，约三分之一产于拉菲酒庄的葡萄酒为二级佳酿，以小拉菲（法语：Carruades de Lafite）的品牌出售。

## 售价
拉菲是最为昂贵的葡萄酒之一，平均每瓶750mL的售价可达到911美金。小拉菲的价格上涨迅速，部分源于中国市场的需求，2000和2005年佳酿的价格超过每箱10,000英镑。然而在2011年达到峰顶后，随后两年部分葡萄酒的价格跌幅超过一半。